# Янгиер (Таджикистан)
Янгиер (тадж. Янгиер) — село в сельском джамоате Навруз Лахшского района. Расстояние от села до центра района (пгт Вахдат) — 7 км, до центра джамоата (село Сариосиёб) — 6 км. Население — 210 человек (2017 г.), таджики и киргизы. Население в основном занято сельским хозяйством.

## Этимология
Нынешнее название янгиер с узбекского означает новая земля.